# RNA-polymeras
RNA-polymeras är ett enzym som är direkt involverat i transkriptionen, det vill säga den process då cellens DNA omskrivs till budbärar-RNA (som sedan omskrivs till protein).
När en specifik gen ska transkriberas görs genens promotor tillgänglig så att RNA-polymeraset kan binda in. Det krävs även andra molekyler för att det ska kunna binda in på rätt ställe (till exempel olika transkriptionsfaktorer). Sedan vandrar RNA-polymeraset längs med genen, med cirka 20 nukleotider i sekunden, och styr tillverkningen av budbärar-RNA som är komplementärt till genen. När genen tagit slut lämnar RNA-polymeras genen och kan användas igen.
RNA-polymeras kan isoleras från celler för att sedan användas vid translationsförsök in vitro.